# Estação Jardim do Morro
Jardim do Morro é uma estação do Metro do Porto situada na Avenida da República, na cidade de Vila Nova de Gaia.
Localiza-se junto ao tabuleiro superior da Ponte Luís I, junto à Serra do Pilar e ao Jardim do Morro. Faz ligação com o Teleférico de Vila Nova de Gaia que dá acesso ao Cais de Gaia.

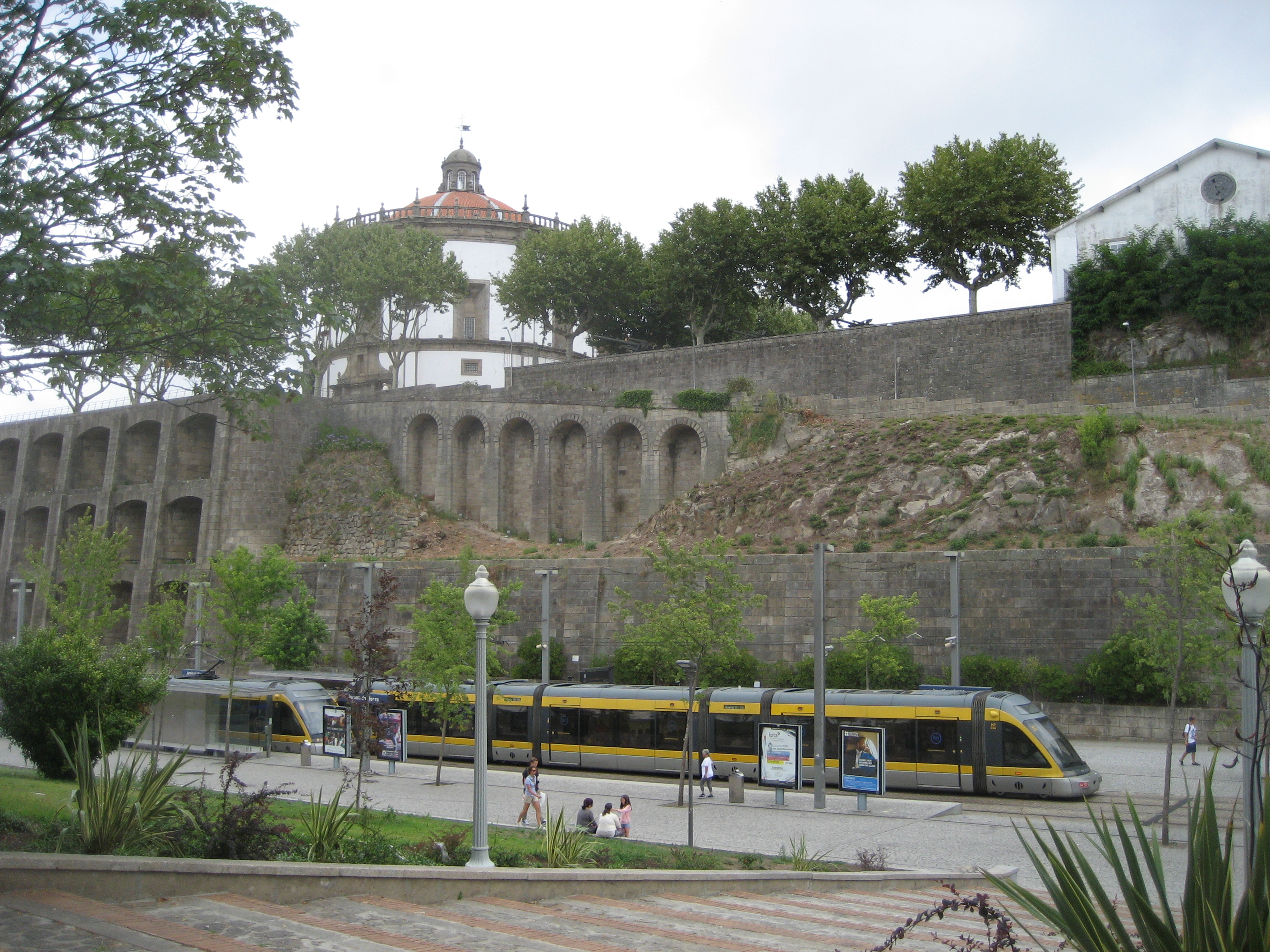
Estação Jardim do Morro (2015)